# Église Saint-Hilaire de Blaru
L'église Saint-Hilaire de Blaru est une église du XXe siècle construite en 1911 dans un style néo-roman, située à Blaru (Yvelines) en France.

## Architecture
Elle est construite à l'emplacement du couvent bénédictin organisé en prieuré au XIIe et XIIIe siècles dépendant de l'abbaye de Colomb et détruit en 1906.

## Paroisse de Bonnières sur Seine

### Origine monastique de Blaru
L'église Saint-Hilaire de Blaru dépend de la paroisse de Bonnières-sur-Seine. L'église de Blaru date du Xe siècle et l'abbaye de Colomb ne remonte pas avant 1062. La paroisse de Blaru aujourd'hui rattachée à celle de Bonnières-sur-Seine fut une paroisse monastique liée à l'ordre de Saint-Benoît.

### Marquisat de Blaru-Tilly
Par la suite, sous l'Ancien Régime, Blaru et cette église dépendent du château de Tilly aujourd'hui disparu en tant que dépendance du Marquisat. Cette histoire du marquisat de Blaru-Tilly attira l'attention uniquement des historiens locaux de Neauphle-le-Château et du pays mantois bien qu'a proprement parler Blaru n'a jamais fait partie du pays mantois mais du Vexin français.

### Église desservie par les bénédictines de Montmartre
L'église est desservie par les bénédictines de Montmartre qui possédaient un couvent à proximité, le prieuré de Béthanie. Ce lieu fut constamment agrandi pour accueillir les retraitants et moniales bénédictines. Elle est récemment agrandie en 2020.